# Torneo de Toulouse
El Torneo de Toulouse, oficialmente Adidas Open de Toulouse Midi-Pyrénées era una competición masculina de tenis, que se disputaba anualmente a mediados del mes de octubre en la ciudad de Toulouse dentro del calendario de la ATP. El último torneo tuvo lugar en el año 2000.

## Singles Masculinos
| Año  | Campeón            | Finalista          | Resultado     |
| 1982 | Yannick Noah       | Tomáš Šmíd         | 6-3, 6-2      |
| 1983 | Heinz Günthardt    | Pablo Arraya       | 6-0, 6-2      |
| 1984 | Mark Dickson       | Heinz Günthardt    | 7-6, 6-4      |
| 1985 | Yannick Noah       | Tomáš Šmíd         | 6-4, 6-4      |
| 1986 | Guy Forget         | Jan Gunnarsson     | 4-6, 6-3, 6-2 |
| 1987 | Tim Mayotte        | Ricki Osterthun    | 6-2, 5-7, 6-4 |
| 1988 | Jimmy Connors      | Andréi Chesnokov   | 6-2, 6-0      |
| 1989 | Jimmy Connors      | John McEnroe       | 6-3, 6-3      |
| 1990 | Jonas Svensson     | Fabrice Santoro    | 7-6, 6-2      |
| 1991 | Guy Forget         | Amos Mansdorf      | 6-2, 7-6      |
| 1992 | Guy Forget         | Petr Korda         | 6-3, 6-2      |
| 1993 | Arnaud Boetsch     | Cédric Pioline     | 7-6, 3-6, 6-3 |
| 1994 | Magnus Larsson     | Jared Palmer       | 6-1, 6-3      |
| 1995 | Arnaud Boetsch     | Jim Courier        | 6-4, 6-7, 6-0 |
| 1996 | Mark Philippoussis | Magnus Larsson     | 6-1, 5-7, 6-4 |
| 1997 | Nicolas Kiefer     | Mark Philippoussis | 7-5, 5-7, 6-4 |
| 1998 | Jan Siemerink      | Greg Rusedski      | 6-4, 6-4      |
| 1999 | Nicolas Escudé     | Daniel Vacek       | 7-5, 6-1      |
| 2000 | Àlex Corretja      | Carlos Moyá        | 6-3, 6-2      |

## Dobles masculinos
| Año  | Campeones                            | Finalistas                         | Resultado     |
| 1982 | Pavel Slozil Tomáš Šmíd              | Jean-Louis Haillet Yannick Noah    | 6-4, 6-4      |
| 1983 | Heinz Gunthardt Pavel Slozil         | Bernard Mitton Butch Walts         | 5-7, 7-5, 6-4 |
| 1984 | Jan Gunnarsson Michael Mortensen     | Pavel Slozil Tim Wilkison          | 6-4, 6-2      |
| 1985 | Ricardo Acuña Jakob Hlasek           | Pavel Slozil Tomáš Šmíd            | 3-6, 6-2, 9-7 |
| 1986 | Miloslav Mecir Tomáš Šmíd            | Jakob Hlasek Pavel Slozil          | 6-2, 3-6, 6-4 |
| 1987 | Wojtek Fibak Michiel Schapers        | Kelly Jones Patrik Kühnen          | 6-2, 6-4      |
| 1988 | Tom Nijssen Ricki Osterthun          | Mansour Bahrami Guy Forget         | 6-3, 6-4      |
| 1989 | Mansour Bahrami Eric Winogradsky     | Todd Nelson Roger Smith            | 6-2, 7-6      |
| 1990 | Neil Broad Gary Muller               | Michael Mortensen Michiel Schapers | 7-6, 6-4      |
| 1991 | Tom Nijssen Cyril Suk                | Jeremy Bates Kevin Curren          | 4-6, 6-3, 7-6 |
| 1992 | Brad Pearce Byron Talbot             | Guy Forget Henri Leconte           | 6-1, 3-6, 6-3 |
| 1993 | Byron Black Jonathan Stark           | David Prinosil Udo Riglewski       | 7-5, 7-6      |
| 1994 | Menno Oosting Daniel Vacek           | Patrick McEnroe Jared Palmer       | 7-6, 6-7, 6-3 |
| 1995 | Jonas Björkman John-Laffnie De Jager | Dave Randall Greg Van Emburgh      | 7-6, 7-6      |
| 1996 | Jacco Eltingh Paul Haarhuis          | Olivier Delaitre Guillaume Raoux   | 6-3, 7-5      |
| 1997 | Jacco Eltingh Paul Haarhuis          | Jean-Philippe Fleurian Max Mirnyi  | 6-3, 7-6      |
| 1998 | Olivier Delaitre Fabrice Santoro     | Paul Haarhuis Jan Siemerink        | 6-2, 6-4      |
| 1999 | Olivier Delaitre Jeff Tarango        | David Adams John-Laffnie De Jager  | 3-6, 7-6, 6-4 |
| 2000 | Julien Boutter Fabrice Santoro       | Donald Johnson Piet Norval         | 7-6, 4-6, 7-6 |

- Datos: Q299821